# فوعره (إربد)
فوعره هي قرية تقع شمال محافظة إربد في الأردن، تابعة للواء قصبة اربد . بلغ عدد سكانها 5635 نسمة وذلك وفقا لإحصاء عام 2020. 